# João Oliveira e Daun
Pour les articles homonymes, voir João Oliveira, Saldanha (homonymie), Oliveira et Daun.
João Carlos Gregório Domingos Vicente Francisco de Saldanha Oliveira e Daun, 1er duc de Saldanha, né à Lisbonne le 17 novembre 1790 et mort à Londres le 21 novembre 1876,  est un maréchal et homme d'État portugais.

## Biographie

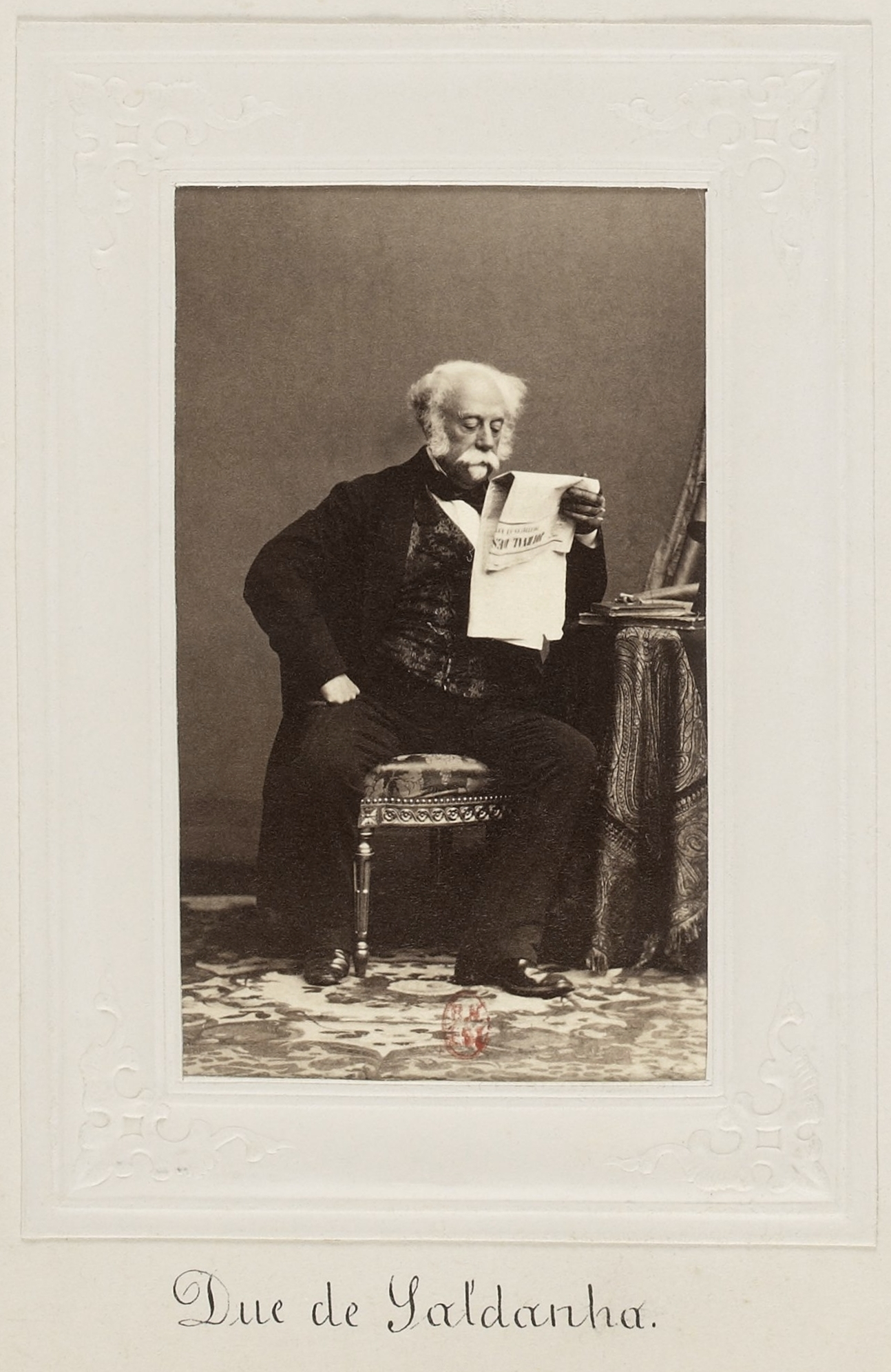
le Duc de Saldanha, vers 1870

Né à Lisbonne au Palácio da Anunciada le 17 novembre 1790, il est le neuvième fils de João Vicente de Saldanha Oliveira e Sousa Juzarte Figueira, comte de Rio Maior et de Maria Amália de Carvalho e Daun, fille de Sebastião José de Carvalho e Melo, marquis de Pombal.
Il est plusieurs fois ministre et quatre fois premier ministre du Portugal (en 1835, entre 1846 et 1849, 1851 et 1856 et en 1870).
Il meurt à Londres le 21 novembre 1876).